# 8163 Ishizaki
8163 Ishizaki este un asteroid din centura principală de asteroizi.

## Descriere
8163 Ishizaki este un asteroid din centura principală de asteroizi. A fost descoperit pe 27 octombrie 1990 la Geisei de Tsutomu Seki. El prezintă o orbită caracterizată de o semiaxă mare de 2,26 ua, o excentricitate de 0,14 și o înclinație de 6,9° în raport cu ecliptica.